# Jean-Paul Filion
Jean-Paul Filion, né le 24 février 1927 à Notre-Dame-de-la-Paix près de Saint-André-Avellin en Outaouais au Québec et mort à Québec le 26 décembre 2010, est un poète, auteur, dramaturge et compositeur québécois.

## Biographie
Il a connu une brève carrière de chansonnier mais c'est surtout pour ses écrits qu'il a été remarqué. Auteur de plusieurs chansons, sa chanson la plus connue est La parenté parue en 1958. Elle est devenue un air incontournable du temps des fêtes célébré au Québec et elle a été intronisée au Panthéon des Auteurs et Compositeurs canadiens en 2006. En 1958, il remporte le Grand Prix de la chanson canadienne pour La Folle, qui sera  interprétée par plusieurs artistes, dont Lise Roy, Pauline Julien et Monique Leyrac. On lui reconnaît d'autres chansons comme Ce grand amour, C’est mon œil, Su’l’chemin des habitants, La Pitro, Tu m'as souvent dit et En petit boggie. Ses chansons ont été interprétées par de nombreux artistes, tels qu’Angèle Arsenault, Pier Béland, Renée Claude, François Dompierre, Lucien Hétu, Jacques Labrecque et Roger Pilon.
Son roman le plus significatif est paru en 1980 chez Leméac éditeur et s'intitule Cap tourmente. Il s'agit du troisième tome de son autobiographie.
Son premier recueil de poèmes est paru en 1955 et s'intitule Du centre de l'eau (Éditions de l'Hexagone). Il reçoit le prix David (prix de la province de Québec) en 1963 pour son roman Un homme en laisse. Son roman À mes ordres, mon colonel remporte le Prix littéraire de l'Outaouais en 1983.
On lui reconnaît également quelques œuvres télé-visuelles comme La grande gigue (1961) et Une marche au soleil (1964). Au théâtre, il est l'auteur de la pièce La maison de Jean-Bel (1973).

## Œuvres
- Du Centre de l'eau (poèmes), L'Hexagone, 1955
- Demain les herbes rouges (poèmes), L'Hexagone, 1962
- Un homme en laisse (roman), Les Éditions du Jour, 1962
- Chansons, poèmes et La Grondeuse, Leméac/L'Hexagone, 1973
- Saint-André-Avellin... le premier côté du monde (roman), Leméac, 1975 [Repris sous le titre Le premier côté du monde, Robert Laffont Éditeur, Paris]
- Mon ancien temps, Leméac, 1977 [Reprend Un homme en laisse, comprend La Maison de Jean-Bel et La Pitro]
- Les murs de Montréal (roman), Leméac, 1977
- Cap Tourmente (roman), Leméac, 1980
- À mes ordres, mon colonel (roman), Leméac, 1982
- Sur mon chemin j'ai rencontré, Leméac, 2008 (ouvrage issu de son journal intime  tenu de 1951 à 1959)